# I Bet You Look Good on the Dancefloor
«I Bet You Look Good on the Dancefloor» — песня английской инди-рок группы Arctic Monkeys. Стала первым синглом с их дебютного альбома Whatever People Say I Am, That’s What I’m Not после подписания контракта с лейблом Domino Records.

## Награды
26 февраля 2006 года песня выиграла в категории «Лучшая песня» на церемонии NME Awards .
Би-сайд «Chun-Li’s Spinning Bird Kick» был номинирован в категории «Лучшее инструментальное рок исполнение» на 49-й церемонии «Грэмми».

## Музыкальный видеоклип
Клип представляет собой запись выступления группы в студии с небольшим количеством слушателей. Видео было снято с использованием телекамер 1970-х годов, чтобы придать эффект «старины». Похожий клип был снят группой The Strokes к синглу «Last Nite», а Arctic Monkeys, как известно, являются поклонниками The Strokes.

## Список композиций
Все тексты написаны Алексом Тёрнером, вся музыка написана Arctic Monkeys.
| №  | Название                                      | Длительность |
| -- | --------------------------------------------- | ------------ |
| 1. | «I Bet You Look Good on the Dancefloor»       | 2:54         |
| 2. | «Bigger Boys and Stolen Sweethearts»          | 2:59         |
| 3. | «Chun-Li's Spinning Bird Kick» (instrumental) | 4:40         |

| №  | Название                                | Длительность |
| -- | --------------------------------------- | ------------ |
| 1. | «I Bet You Look Good on the Dancefloor» | 2:54         |
| 2. | «Bigger Boys and Stolen Sweethearts»    | 2:59         |

## Чарты и сертификации

### Чарты
| Чарт                                       | Позиция |
| ------------------------------------------ | ------- |
| UK Singles Chart                           | 1       |
| ARIA Charts                                | 18      |
| Bubbling Under Hot 100 Singles (Billboard) | 18      |
| Irish Singles Chart                        | 12      |
| Tracklisten                                | 15      |
| SNEP                                       | 100     |
| RIANZ                                      | 14      |

### Сертификации
| Страна | Сертификат |
| ------ | ---------- |
| BPI    | Золотой    |